# دیک دربین
دیک دوربین (به انگلیسی: Dick Durbin) (زادهٔ ۲۱ نوامبر ۱۹۴۴) سناتور ایالت ایلی‌نوی در سنای ایالات متحده آمریکا است که برای نخستین‌بار در ۳ ژانویه ۱۹۹۷ به‌عضویت این مجلس درآمد. وی در زمرهٔ سناتورهای گروه دوم است که به‌مدت ۴ سال در سنا حضور دارند و تا تاریخ ۳ ژانویه ۲۰۱۵ در این مجلس خواهد بود.
دربین از جمله لیبرالترین اعضای کنگره است. مجله مادر جونز در بین را لیبرال ارشد سنا خوانده است.
دربین از حامیان لایحه SOPA است.